# Xã Spirit Mound, Quận Clay, Nam Dakota
Xã Spirit Mound (tiếng Anh: Spirit Mound Township) là một xã thuộc quận Clay, tiểu bang Nam Dakota, Hoa Kỳ. Năm 2010, dân số của xã này là 218 người.